# Marek Daniel

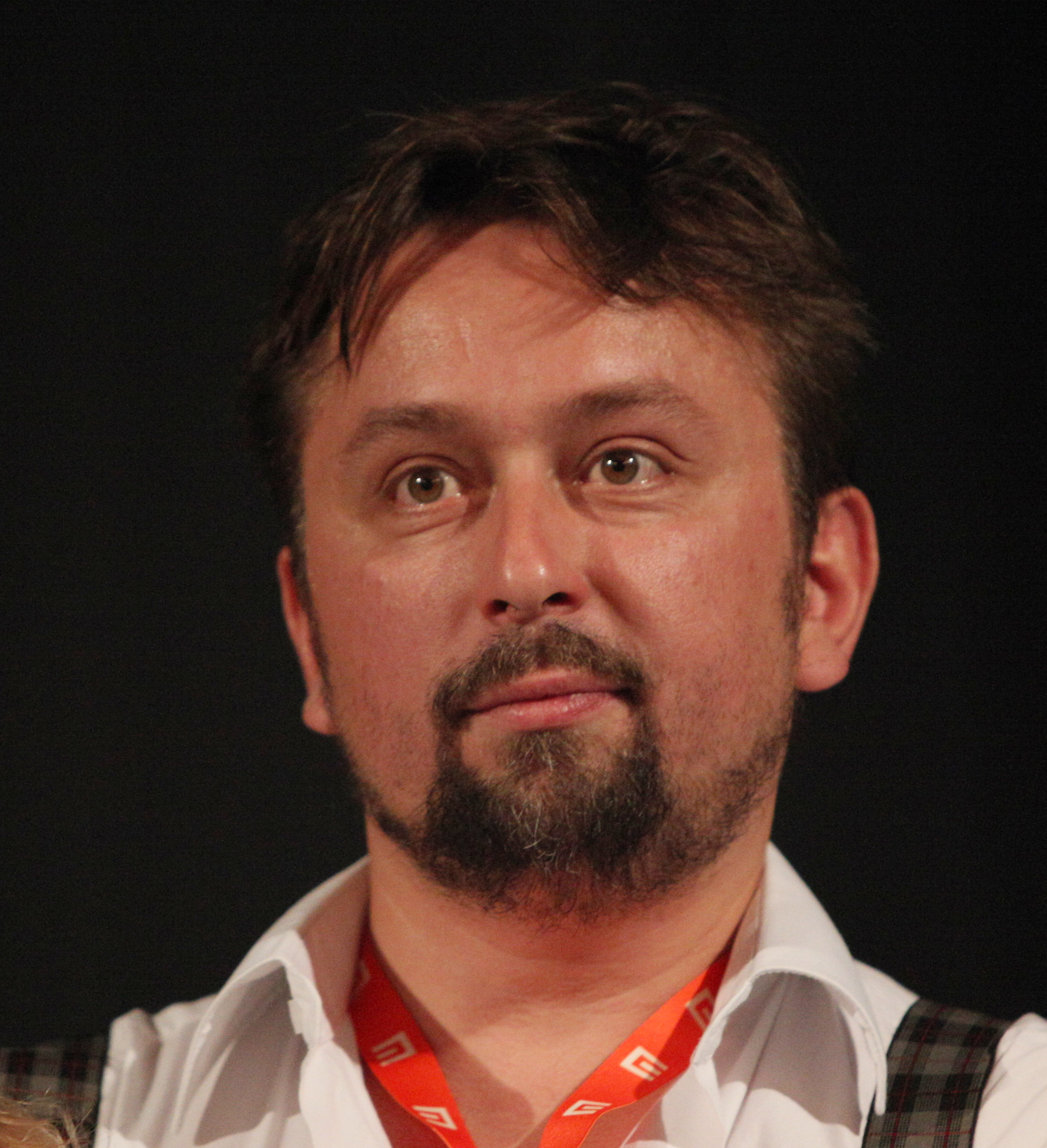
Marek Daniel (2010)

Marek Daniel (* 13. September 1971 in Prag, Tschechoslowakei) ist ein tschechischer Schauspieler.

## Biografie
Nach einer Ausbildung im Holzhandwerk begann Marek Daniel ein Studium des Puppenspiels an der Janáček-Akademie für Musik und Darstellende Kunst Brünn (JAMU), welches er abbrach, um an derselben Hochschule seinen Abschluss in Schauspielerei zu machen. Anschließend fand er Arbeit an unterschiedlichen Theatern in Prag. Sein Filmdebüt gab er in einer namenlosen Rolle in dem Oscarprämierten Spielfilm Volyně. Seitdem war er unter anderem in Filmen wie Sex in Brno, Die Jahreszeit des Glücks und Alois Nebel zu sehen, wobei er für seine Darstellung des Emil Vrbata in Marek Najbrts Drama Protektor 2009 mit einer Nominierung als Bester Hauptdarsteller für den tschechischen nationalen Filmpreis Český lev bedacht wurde.

## Filmografie (Auswahl)
- 1996: Kolya
- 2001: Parallele Welten (Paralelní svety)
- 2001: Wilde Bienen (Divoké vcely)
- 2003: Sex in Brno (Nuda v Brně)
- 2005: Die Jahreszeit des Glücks (Stestí)
- 2008: Der Dorflehrer (Venkovský učitel)
- 2009: Protektor
- 2011: Alois Nebel
- 2024: Trockenzeit (Sucho)